# Clemente Faccani
Clemente Faccani (Lugo, Itália, 19 de outubro de 1920 – Bolonha, Itália, 15 de setembro de 2011) foi um prelado italiano da Igreja Católica que trabalhou no serviço diplomático da Santa Sé.

## Biografia
Faccani nasceu em Lugo, Itália, e foi ordenado sacerdote em 10 de abril de 1943. Obteve diplomas em direito canônico e direito civil. Para se preparar para a carreira diplomática, ingressou na Pontifícia Academia Eclesiástica em 1953.
Entrou para o serviço diplomático da Santa Sé em 1955 e as suas primeiras missões levaram-no à Guatemala, Costa Rica, China, Bélgica, Austrália, Papua Nova Guiné, Estados Unidos e Quénia.
O Papa João Paulo II o nomeou arcebispo titular de Serra e pró-núncio apostólico no Quênia, em 27 de junho de 1983.
Foi consagrado bispo em 3 de setembro de 1983 pelo cardeal Agostino Casaroli.
Em 7 de fevereiro de 1985, João Paulo II o nomeou Pró-Núncio Apostólico nas Seicheles.
Ele foi sucedido quando Blasco Francisco Collaço foi nomeado Núncio Apostólico em 14 de maio de 1994.
Aos 74 anos, ele se aposentou de seu serviço no Quênia com a nomeação de seu sucessor, Giovanni Tonucci, em 9 de março de 1996.
Ele morava em um lar para clérigos aposentados em Ímola, na Itália.
Clemente Faccani morreu em um hospital em Bolonha em 15 de setembro de 2011.